# Кулонж (Шаранта)
Куло́нж (фр. Coulonges) — коммуна во Франции, находится в регионе Пуату — Шаранта. Департамент — Шаранта. Входит в состав кантона Сент-Аман-де-Буакс. Округ коммуны — Ангулем.
Код INSEE коммуны — 16108.
Коммуна расположена приблизительно в 380 км к юго-западу от Парижа, в 90 км южнее Пуатье, в 22 км к северу от Ангулема.

## Население
Население коммуны на 2008 год составляло 147 человек.
| 1962 | 1968 | 1975 | 1982 | 1990 | 1999 | 2008 |
| ---- | ---- | ---- | ---- | ---- | ---- | ---- |
| 200  | 200  | 176  | 168  | 135  | 113  | 147  |

## Экономика
В 2007 году среди 87 человек в трудоспособном возрасте (15—64 лет) 65 были экономически активными, 22 — неактивными (показатель активности — 74,7 %, в 1999 году было 67,7 %). Из 65 активных работали 58 человек (33 мужчины и 25 женщин), безработных было 7 (4 мужчины и 3 женщины). Среди 22 неактивных 9 человек были учениками или студентами, 7 — пенсионерами, 6 были неактивными по другим причинам.

## Фотогалерея
- Церковь Нотр-Дам
- Ферма
- Голубятня